# Adam Butler
Adam Oneal Butler (Duncanville, 12 aprile 1994) è un giocatore di football americano statunitense che milita nel ruolo di defensive tackle per i Las Vegas Raiders della National Football League (NFL). Al college giocò a football con i Vanderbilt Commodores.

## Carriera universitaria
Butler frequentò l'Università Vanderbilt di Nashville. Dopo non aver giocato attivamente a football durante il primo anno di college, Butler divenne un componente di spicco della difesa dei Vanderbilt Commodores. Nel complesso Butler giocò quattro stagioni per i Commodores, accumulando 113 tackle, 10 sack, 2 extra point bloccati e un touchdown.

## Carriera professionistica

### New England Patriots
Butler firmò con i New England Patriots il 5 maggio 2017, dopo non essere stato scelto nel corso del draft. Grazie alle sue buone prestazioni nel ritiro pre-campionato e nelle partite pre-stagionali, riuscì ad entrare nel roster dei Patriots. Debuttò nella prima partita di stagione regolare, dove prese parte a 21 snap. Alla fine della stagione 2018 vinse il Super Bowl LIII battendo i Los Angeles Rams per 13-3.

### Miami Dolphins
Il 18 marzo 2021 Butler firmò un contratto biennale con i Miami Dolphins.  Il 2 agosto 2022 fu svincolato dai Dolphins dopo non aver superato un esame medico.

### Las Vegas Raiders
Il 27 gennaio 2023 Butler firmò da riserva/contratto futuro per i Las Vegas Raiders. Giocò in tutte le 17 gare della stagione regolare totalizzando 28 tackle, di cui 16 in solitaria, cinque sack, quattro passaggi deviati e un fumble forzato.
Il 18 marzo 2024 Butler firmó per un altro anno con i Raiders. Nell'annata giocò in tutte le 17 gare della stagione regolare, di cui 16 come titolare, con 65 tackle e 5,0 sack.
Il 12 marzo 2025 Butler rinnovò con i Raiders firmando un contratto triennale da 16,5 milioni di dollari, di cui 11 milioni garantiti alla firma.

## Palmarès
- Super Bowl : 1

New England Patriots: LIII
- American Football Conference Championship: 2

New England Patriots: 2017, 2018

## Statistiche

### Stagione regolare
| Stagione | Stagione | Stagione | Stagione | Difesa  | Difesa  | Difesa  | Difesa | Difesa | Difesa | Difesa  |
| Anno     | Squadra  | P        | PT       | T. tot. | T. sol. | T. ass. | Sack   | Int.   | P. Dev | Fmb. F. |
| -------- | -------- | -------- | -------- | ------- | ------- | ------- | ------ | ------ | ------ | ------- |
| 2017     | NE       | 16       | 6        | 19      | 11      | 8       | 2,0    | 0      | 0      | 0       |
| 2018     | NE       | 16       | 0        | 17      | 8       | 9       | 3,0    | 0      | 0      | 1       |
| 2019     | NE       | 16       | 2        | 26      | 17      | 9       | 6,0    | 0      | 5      | 0       |
| 2020     | NE       | 15       | 4        | 34      | 18      | 16      | 4,0    | 0      | 2      | 0       |
| 2021     | NE       | 17       | 1        | 17      | 9       | 8       | 2,0    | 0      | 3      | 0       |
| 2023     | LV       | 17       | 0        | 28      | 16      | 12      | 5,0    | 0      | 4      | 1       |
| 2024     | LV       | 17       | 16       | 65      | 36      | 29      | 5,0    | 0      | 2      | 1       |
| Totale   | Totale   | 114      | 29       | 206     | 115     | 91      | 27,0   | 0      | 16     | 3       |

### Playoff
| Stagione | Stagione | Stagione | Stagione | Difesa  | Difesa  | Difesa  | Difesa | Difesa | Difesa  |
| Anno     | Squadra  | P        | PT       | T. tot. | T. sol. | T. ass. | Sack   | P. Dev | Fmb. F. |
| -------- | -------- | -------- | -------- | ------- | ------- | ------- | ------ | ------ | ------- |
| 2017     | NE       | 3        | 0        | 3       | 3       | 0       | 2,0    | 0      | 0       |
| 2018     | NE       | 3        | 0        | 1       | 0       | 1       | 0,0    | 0      | 0       |
| 2019     | NE       | 1        | 0        | 3       | 2       | 1       | 0,0    | 1      | 0       |
| Totale   | Totale   | 7        | 0        | 7       | 5       | 2       | 2,0    | 1      | 0       |

Fonte: Football Database
In grassetto i record personali in carriera